# Playa de Cantarriján
La playa de Cantarriján está situada en la localidad y pedanía española de La Herradura, perteneciente al municipio español de Almuñécar, en la provincia de Granada, comunidad autónoma de Andalucía. Posee una longitud de alrededor de 380 metros y un ancho promedio de 43 metros.
Considerada playa de tradición nudista, en Cantarriján se puede practicar el nudismo en toda la playa. En 2018, a raíz de la mayoritaria afluencia de usuarios con bañador, se creó la "Asociación de Amigos de la Playa Nudista de Cantarriján" para promover el uso y disfrute de la playa con respeto al nudista, así como la prohibición de la navegación deportiva y de recreo en el entorno.